# Liste des députés de l'Ariège
 (mai 2025).
Liste des députés de l'Ariège

## Circonscriptions
Le département de l'Ariège compte deux circonscriptions.
- La 1re circonscription est organisée autour de la ville de Foix et est composée des cantons suivants : Canton d'Ax-les-Thermes, Canton de la Bastide-de-Sérou, Canton des Cabannes, Canton de Castillon-en-Couserans, Canton de Foix-Rural, Canton de Foix-Ville, Canton de Lavelanet, Canton de Massat, Canton d'Oust, Canton de Quérigut, Canton de Tarascon-sur-Ariège, Canton de Varilhes et Canton de Vicdessos.
- La 2e circonscription est organisée autour de la ville de Pamiers et est composée des cantons suivants : Canton du Fossat, Canton du Mas-d'Azil, Canton de Mirepoix, Canton de Pamiers-Est, Canton de Pamiers-Ouest, Canton de Sainte-Croix-Volvestre, Canton de Saint-Girons, Canton de Saint-Lizier et Canton de Saverdun.

## VeRépublique

### Dix-septième Législature (2024- )
Les députés élus les 30 juin 2024 et les 7 juillet 2024 sont :
| Circonscription          | Député           | Parti | Parti | Suppléant           | Profession          |
| ------------------------ | ---------------- | ----- | ----- | ------------------- | ------------------- |
| Première circonscription | Martine Froger   |       | PS    | Jean-Pierre Sicre   | Cheffe d'entreprise |
| Deuxième circonscription | Laurent Panifous |       | PS    | Audrey Abadie-Amiel |                     |

Non investis par le Nouveau Front populaire, les députés de l'Ariège siègent au Groupe Libertés, indépendants, outre-mer et territoires.

### Seizième Législature (2022-2024)
Les députés élus le 19 juin 2022 sont :
| Circonscription          | Député                                    | Parti | Parti       | Suppléant           | Profession          |
| ------------------------ | ----------------------------------------- | ----- | ----------- | ------------------- | ------------------- |
| Première circonscription | Bénédicte Taurine (jusqu'au 2 avril 2023) |       | FI          | Gilbert Lazaroo     | Professeur de SVT   |
| Première circonscription | Martine Froger (à partir du 2 avril 2023) |       | PS puis DVG | Jean-Pierre Sicre   | Cheffe d'entreprise |
| Deuxième circonscription | Laurent Panifous                          |       | PS puis DVG | Audrey Abadie-Amiel | Maire du Fossat     |

### Quinzième Législature (2017-2022)
Les députés élus le 18 juin 2017 sont :
| Circonscription          | Député            | Parti | Parti | Suppléant      | Profession        |
| ------------------------ | ----------------- | ----- | ----- | -------------- | ----------------- |
| Première circonscription | Bénédicte Taurine |       | FI    | Marcel Lopez   | Professeur de SVT |
| Deuxième circonscription | Michel Larive     |       | FI    | Ingrid Lavoine | Formateur         |

### Quatorzième Législature (2012-2017)
Les députés élus le 17 juin 2012 sont :
| Circonscription          | Député            | Parti | Parti | Suppléant                   | Autre mandat              |
| ------------------------ | ----------------- | ----- | ----- | --------------------------- | ------------------------- |
| Première circonscription | Frédérique Massat |       | PS    | Alain Duran                 | Adjointe au maire de Foix |
| Deuxième circonscription | Alain Fauré       |       | PS    | Marie-Christine Denat-Pince | Maire des Pujols          |

### Treizième Législature (2007-2012)
Les députés élus le 17 juin 2007 sont :
| Circonscription          | Député            | Parti | Parti | Suppléant   | Autre mandat                                 |
| ------------------------ | ----------------- | ----- | ----- | ----------- | -------------------------------------------- |
| Première circonscription | Frédérique Massat |       | PS    | Alain Duran | Maire-adjointe de Foix                       |
| Deuxième circonscription | Henri Nayrou      |       | PS    | Alain Fauré | Conseiller général du Canton de Saint-Girons |

### Douzième Législature (2002-2007)
| Circonscription          | Député             | Parti | Parti | Suppléant         | Autre mandat                                                       |
| ------------------------ | ------------------ | ----- | ----- | ----------------- | ------------------------------------------------------------------ |
| Première circonscription | Augustin Bonrepaux |       | PS    | Frédérique Massat | Président du Conseil général de l'Ariège (Canton d'Ax-les-Thermes) |
| Deuxième circonscription | Henri Nayrou       |       | PS    | Carmen Barthès    | Conseiller général du Canton de Saint-Girons                       |

### Onzième Législature (1997-2002)
| Circonscription          | Député             | Parti | Parti | Suppléant           | Autre mandat |
| ------------------------ | ------------------ | ----- | ----- | ------------------- | --- |
| Première circonscription | Augustin Bonrepaux |       | PS    | Guy Destrem         | Président du Conseil général de l'Ariège (depuis 2001) (Canton d'Ax-les-Thermes Maire d'Ax-les-Thermes (→ 2001).             |
| Deuxième circonscription | Henri Nayrou       |       | PS    | Jean-Pierre Caumeil | Conseiller général du Canton de la Bastide-de-Sérou (1983 → 1998) Conseiller général du Canton de Saint-Girons (depuis 1998) |

### Dixième Législature (1993-1997)
| Circonscription          | Député             | Parti | Parti    | Suppléant       | Autre mandat                                                                                                  |
| ------------------------ | ------------------ | ----- | -------- | --------------- | --- |
| Première circonscription | Augustin Bonrepaux |       | PS       | Guy Destrem     | Maire d'Orlu (→ 1995) Maire d'Ax-les-Thermes (à partir de 1995) Conseiller général du Canton d'Ax-les-Thermes |
| Deuxième circonscription | André Trigano      |       | app. UDF | Bernard Gondran | Maire de Mazères (→ 1995) Maire de Pamiers (depuis 1995).                                                     |

### Neuvième Législature (1988-1993)
| Circonscription          | Député             | Parti | Parti | Suppléant     | Autre mandat                                               |
| ------------------------ | ------------------ | ----- | ----- | ------------- | ---------------------------------------------------------- |
| Première circonscription | Augustin Bonrepaux |       | PS    | Guy Destrem   | Maire d'Orlu Conseiller général du Canton d'Ax-les-Thermes |
| Deuxième circonscription | René Massat        |       | PS    | Jeanne Ettori |                                                            |

### Huitième Législature (1986-1988)
Scrutin proportionnel plurinominal par département
| Liste | Député             | Parti | Parti | Suppléant        | Autre mandat                                               |
| ----- | ------------------ | ----- | ----- | ---------------- | ---------------------------------------------------------- |
|       | Augustin Bonrepaux |       | PS    | pas de suppléant | Maire d'Orlu Conseiller général du Canton d'Ax-les-Thermes |
|       | Henri Cuq          |       | RPR   | pas de suppléant |                                                            |

### Septième Législature (1981-1986)
| Circonscription          | Député             | Parti | Parti | Suppléant   | Autre mandat                                                      |
| ------------------------ | ------------------ | ----- | ----- | ----------- | ----------------------------------------------------------------- |
| Première circonscription | Augustin Bonrepaux |       | PS    | Guy Destrem | Maire d'Orlu Conseiller général du Canton d'Ax-les-Thermes        |
| Deuxième circonscription | Jean Ibanès        |       | PS    | René Massat | Remplacé par René Massat le 29 mars 1985 à la suite de son décès. |

### Sixième Législature (1978-1981)
| Circonscription          | Député           | Parti | Parti | Suppléant        | Autre mandat                                               |
| ------------------------ | ---------------- | ----- | ----- | ---------------- | ---------------------------------------------------------- |
| Première circonscription | Gilbert Faure    |       | PS    | Jean-Michel Caux | Maire de Mirepoix Conseiller général du Canton de Mirepoix |
| Deuxième circonscription | André Saint-Paul |       | PS    | Roger Barrau     |                                                            |

### Cinquième Législature (1973-1978)
| Circonscription          | Député           | Parti | Parti | Suppléant     | Autre mandat                                               |
| ------------------------ | ---------------- | ----- | ----- | ------------- | ---------------------------------------------------------- |
| Première circonscription | Gilbert Faure    |       | PS    | Olivier Carol | Maire de Mirepoix Conseiller général du Canton de Mirepoix |
| Deuxième circonscription | André Saint-Paul |       | PS    | Roger Barrau  |                                                            |

### Quatrième Législature (1968-1973)
| Circonscription          | Député           | Parti | Parti | Suppléant      | Autre mandat                                               |
| ------------------------ | ---------------- | ----- | ----- | -------------- | ---------------------------------------------------------- |
| Première circonscription | Gilbert Faure    |       | SFIO  | Olivier Carol  | Maire de Mirepoix Conseiller général du Canton de Mirepoix |
| Deuxième circonscription | André Saint-Paul |       | SFIO  | Gustave Pedoya |                                                            |

### Troisième Législature (1967-1968)
| Circonscription          | Député        | Parti | Parti | Suppléant        | Autre mandat                                                       |
| ------------------------ | ------------- | ----- | ----- | ---------------- | ------------------------------------------------------------------ |
| Première circonscription | Gilbert Faure |       | SFIO  | Olivier Carol    | Maire de Mirepoix Conseiller général du Canton de Mirepoix         |
| Deuxième circonscription | René Dejean   |       | SFIO  | André Saint-Paul | Maire de Saint-Girons Conseiller général du Canton de Saint-Girons |

### Deuxième Législature (1962-1967)
| Circonscription          | Député        | Parti | Parti | Suppléant        | Autre mandat                                                       |
| ------------------------ | ------------- | ----- | ----- | ---------------- | ------------------------------------------------------------------ |
| Première circonscription | Gilbert Faure |       | SFIO  | Noël Naudi       | Maire de Mirepoix Conseiller général du Canton de Mirepoix         |
| Deuxième circonscription | René Dejean   |       | SFIO  | André Saint-Paul | Maire de Saint-Girons Conseiller général du Canton de Saint-Girons |

### Première Législature (1958-1962)
| Circonscription          | Député       | Parti | Parti | Suppléant        | Autre mandat                                                       |
| ------------------------ | ------------ | ----- | ----- | ---------------- | ------------------------------------------------------------------ |
| Première circonscription | Jean Durroux |       | SFIO  | Noël Naudi       | Maire de Betchat Conseiller général du Canton des Cabannes         |
| Deuxième circonscription | René Dejean  |       | SFIO  | André Saint-Paul | Maire de Saint-Girons Conseiller général du Canton de Saint-Girons |

## IVeRépublique

### Troisième législature (1956-1958)
René Dejean (SFIO)
Jean Durroux (SFIO)
Georges Galy-Gasparrou (Radical)

### Deuxième législature (1951-1956)
René Dejean (SFIO)
Jean Durroux (SFIO)
Georges Galy-Gasparrou (Radical)

### Première législature (1946-1951)
Pierre Poumadère (PCF)
Jean Durroux (SFIO)
Georges Galy-Gasparrou (Radical)

## Gouvernement provisoire de la République française

### Deuxième assemblée nationale constituante (1946)
Pierre Poumadère (PCF)
Jean Durroux (SFIO)
Georges Galy-Gasparrou (Radical)

### Première assemblée nationale constituante (1945-1946)
Pierre Poumarère (PCF)
Jean Durroux (SFIO)
Georges Galy-Gasparrou (Radical)

## IIIeRépublique

### Assemblée nationale (1871 - 1876)
- Paul Léon Aclocque, Centre droit
- Pierre de Lafitte-Falentin de Saintenac, Union des droites
- Saturnin Vidal, Union des droites
- Gaspard-Marie-Jacques-Ernest de Roquemaurel de Saint-Cernin, Union des droites, décédé le 18 mars 1875, non remplacé
- Amédée de Nouailhan, Droite légitimiste

### Ire législature (1876 - 1877)
- Paul Léon Aclocque
- Gaston de Verbigier de Saint-Paul
- Théodore Vignes

### IIelégislature (1877 - 1881)
- Hippolyte Anglade, élu sénateur en 1880, remplacé par Cyprien de Bellissen
- Gaston de Verbigier de Saint-Paul, invalidé en 1878, remplacé par Joseph Sentenac
- Jules Lasbaysses

### IIIelégislature (1881 - 1885)
- Hugues Massip
- Joseph Sentenac
- Jules Lasbaysses

### IVelégislature (1885 - 1889)
- Charles Sans-Leroy
- Joseph Sentenac
- Jules Lasbaysses
- Louis Baptiste Pons-Tande

### Velégislature (1889 - 1893)
- Foix : Théophile Delcassé  Républicain
- Saint-Girons : Joseph Sentenac, Républicain
- Pamiers : Jules Lasbaysses, Radical, décédé en 1893, remplacé par Émile Wickersheimer, Radical

Source : journal Le Temps du 24 septembre et du 8 octobre 1889 sur Gallica,.

### VIelégislature (1893 - 1898)
- Pamiers : Julien Dumas, Rallié
- Foix : Théophile Delcassé, Républicain
- Saint-Girons : Joseph Sentenac, Républicain

Source : journal Le Temps du 22 août et du 5 septembre 1893 sur Gallica,.

### VIIelégislature (1898 - 1902)
- Pamiers : Julien Dumas, Républicain modéré
- Foix : Théophile Delcassé, Républicain
- Saint-Girons : Léon Galy-Gasparrou, Républicain

Source : journal Le Temps du 10 mai et du 24 mai 1898 sur Gallica,.

### VIIIelégislature (1902 - 1906)
- Pamiers : Albert Tournier, Radical Socialiste
- Foix : Théophile Delcassé, Ministre des Affaires étrangères, Républicain ministériel
- Saint-Girons : Léon Galy-Gasparrou, Républicain ministériel

Source : journal Le Temps du 29 avril et du 13 mai 1902 sur Gallica,.

### IXelégislature (1906 - 1910)
- Saint-Girons : Eugène Pérès, Républicain
- Pamiers : Albert Tournier, Radical Socialiste, décédé le 3 septembre 1909, remplacé par Gustave Pédoya, Radical Socialiste, élu le 19 décembre 1909
- Foix : Théophile Delcassé, Républicain

Sources : Journal Le Temps du 6 et du 22 mai 1906 sur Gallica - ,.

### Xelégislature (1910 - 1914)
- Saint-Girons : Maurice Second, Radical socialiste
- Foix : Théophile Delcassé, Gauche radicale
- Pamiers : Gustave Pédoya, Radical socialiste

Sources : Journal Le Temps du 24 avril et du 8 mai 1910 sur Gallica - ,.

### XIelégislature (1914 - 1919)
- Saint-Girons : Paul Laffont, Radical socialiste
- Foix : Théophile Delcassé, Gauche radicale
- Pamiers : Gustave Pédoya, Radical socialiste

Sources : Journal Le Temps du 28 avril et du 12 mai 1914 sur Gallica - ,.

### XIIelégislature (1919 - 1924)
Les élections législatives de 1919 furent organisées au scrutin proportionnel de liste. Elles marquèrent au niveau national la victoire du "Bloc national" de centre-droit.
Liste de concentration républicaine
- Paul Laffont, Parti radical et radical-socialiste
- Roger Lafagette, Parti radical et radical-socialiste
- Pierre Cazals, Parti radical et radical-socialiste

Source : Barodet, sur le site de l'Assemblée Nationale - https://bibnum.sciencespo.fr/s/catalogue/ark:/46513/sc16m2kz#?c=&m=&s=&cv=

### XIIIelégislature (1924 - 1928)
Les élections législatives de 1924 furent organisées au scrutin proportionnel de liste. Elles marquèrent au niveau national national la victoire du "Cartel des gauches".
Liste de Concentration républicaine
- Paul Laffont, Parti radical et radical-socialiste
- Roger Lafagette, Parti radical et radical-socialiste
- Pierre Cazals, Parti radical et radical-socialiste

Source : Barodet, sur le site de l'Assemblée Nationale - https://bibnum.sciencespo.fr/s/catalogue/ark:/46513/sc16m1m0#?c=&m=&s=&cv=

### XIVelégislature (1928 - 1932)
Les élections législatives furent au scrutin d'arrondissement majoritaire à deux tours de 1928 à 1936.
- Foix : Alexandre Rauzy, SFIO
- Saint-Girons : Paul Laffont, Radical-socialiste, élu sénateur en 1930, remplacé par Pierre Mazaud, SFIO, élu le 13 avril 1930
- Pamiers : Pierre Cazals, Radical-socialiste

Source : Élections législatives 22-29 avril 1928 de Georges Lachapelle - https://gallica.bnf.fr/ark:/12148/bpt6k320439r.texteImage#

### XVelégislature (1932 - 1936)
- Foix : Alexandre Rauzy, SFIO
- Saint-Girons : Pierre Vidal, Parti républicain socialiste
- Pamiers : Pierre Cazals, Radical-socialiste

### XVIelégislature (1936 - 1940)
- Pamiers : Daniel Soula, SFIO
- Foix : Alexandre Rauzy, SFIO
- Saint-Girons : François Camel, SFIO. Mort pour la France. Assassiné le 1er mai 1941 alors qu'il effectuait une mission dans le cadre d'activités liées à la création d'un mouvement de Résistance [15].

## Second Empire

### Irelégislature(1852-1857)
- Adolphe Billault, nommé ministre, remplacé en 1854 par Julien-Henri Busson-Billault
- Henry Didier

### IIelégislature(1857-1863)
- Julien-Henri Busson-Billault
- Henry Didier

### IIIelégislature(1863-1869)
- Julien-Henri Busson-Billault
- Henry Didier, décédé en 1868, remplacé par Théodore Denat

### IVelégislature(1869-1870)
- Julien-Henri Busson-Billault
- Théodore Denat

## IIeRépublique
Élections au suffrage universel masculin à partir de 1848

### Assemblée nationale constituante (1848-1849)
- Frédéric Arnaud
- Joseph Emmanuel Durrieu
- Théodore Vignes
- Hippolyte Anglade
- Antoine Galy-Cazalat
- Jean Firmin Darnaud
- Jean-Baptiste de Casse

### Assemblée nationale législative (1849-1851)
- Frédéric Arnaud
- Victor Pilhes, déchu en 1849, remplacé par Jean-Jacques Germain Pelet-Clozeau
- Louis Baptiste Pons-Tande
- Théodore Vignes
- André Rouaix
- Hippolyte Anglade

## Chambre des députés (Monarchie de Juillet)

### IreLégislature(1830-1831)
- Adolphe François René de Portes
- Arnaud de Lingua de Saint-Blanquat
- Jacques D'Ounous d'Andurand

### IIeLégislature(1831-1834)
- Justin Laffite, décédé en 1832, remplacé par Hippolyte Anglade
- Jean-François Joly (homme politique)
- Jean-Pierre Pagès

### IIIeLégislature(1834-1837)
- Charles Casimir Dugabé
- Joseph Falentin de Saintenac
- Jean-Pierre Pagès

### IVeLégislature(1837-1839)
- Charles Casimir Dugabé
- Adolphe François René de Portes
- Jean-Pierre Pagès

### VeLégislature(1839-1842)
- Charles Casimir Dugabé
- Joseph Falentin de Saintenac
- Jean-Pierre Pagès

### VIeLégislature(1842-1846)
- Guillaume Dilhan
- Charles Casimir Dugabé
- Jean Firmin Darnaud

### VIIeLégislature(17/08/1846-24/02/1848)
- Guillaume Dilhan
- Charles Casimir Dugabé
- Jean Firmin Darnaud

## Chambre des députés des départements (2eRestauration)

### Irelégislature(1815–1816)
- Joseph Calvet de Madaillan
- Jean-Pierre Fornier de Savignac
- Jean-François Fornier de Clauselles

### IIelégislature(1816-1823)
- Arnaud de Lingua de Saint-Blanquat
- Jacques D'Ounous d'Andurand
- Joseph Calvet de Madaillan
- Jean-François Fornier de Clauselles
- César Falentin de Saintenac

### IIIelégislature(1824-1827)
- Arnaud de Lingua de Saint-Blanquat
- Jacques D'Ounous d'Andurand
- César Falentin de Saintenac

### IVelégislature(1828-1830)
- Arnaud de Lingua de Saint-Blanquat
- Jacques D'Ounous d'Andurand
- César Falentin de Saintenac

### Velégislature(23 juin 1830-28 juillet 1830)
- Adolphe François René de Portes
- Arnaud de Lingua de Saint-Blanquat
- Jacques D'Ounous d'Andurand

## Chambre des représentants (Cent-Jours)
- Pierre Vidal
- Justin Laffite
- Jean-Marc Gaudonville
- Jean-Baptiste Dupré

## Chambre des députés des départements (1reRestauration)
- Joseph Calvet de Madaillan

## Corps législatif(1800-1814)
- Joseph Calvet de Madaillan
- Paul-Joseph Bordes
- Jean-Baptiste Estaque
- Saturnin Boyer
- Jean-Jacques Sol
- Jean-Baptiste Charly

## Conseil des Cinq-Cents(1795-1799)
- Georges Bergasse de Laziroules
- Paul-Joseph Bordes
- Jean Étienne Cassaing
- Jean-Baptiste Clauzel
- Jean-François Vidalat

## Convention nationale(1792-1795)
6 députés et 2 suppléants

### Députés
1. Marc-Guillaume-Alexis Vadier, ancien Constituant, juge au tribunal de Mirepoix. Condamné à la déportation le 12 germinal an III (1er avril 1795) est remplacé par Bordes le 15 floréal an III (4 mai 1795).
2. Jean-Baptiste Clauzel, maire de Lavenalet, ancien député à la Législative.
3. Pierre Campmartin, apothicaire, maire de Saint-Girons.
4. Jean Espert, procureur syndic de Mirepoix, ancien suppléant à la Législative.
5. Joseph Lakanal, vicaire de l'évêque de Pamiers.
6. Raymond Gaston, juge de paix de Foix, ancien député à la Législative.

### Suppléants
1. Paul-Joseph Bordes, juge de paix de Rimont. Remplace Vadier, le 15 floréal an III (4 mai 1795).
2. Baby (Jean-François), procureur syndic de Tarascon. N'a pas siégé.

## Assemblée législative (1791-1792)
6 députés et 2 suppléants

### Députés
1. Bernard Font, évêque du département, président de l'Assemblée électorale.
2. Raymond Gaston, juge de paix à Foix.
3. François Ille, administrateur du département.
4. Jean-Baptiste Clauzel, maire de Lavelanet.
5. Pierre Caubère, homme de loi à Saint-Girons.
6. Jean-Jacques Calvet, à Foix.

### Suppléants
1. Espert (Jean), citoyen du canton de Laroque, membre du district de Mirepoix.
2. Trinqué, médecin, vice-président du directoire du district de Saint-Girons.